# Procesamiento
El procesamiento es una decisión preliminar del derecho procesal penal, que se utiliza en algunos países, por la que un juez de investigación o juez de garantía considera que existen serias sospechas acreditadas por semiplena prueba, para iniciar un juicio contra una persona imputada de uno o más delitos. El procesamiento de una persona es una etapa intermedia del proceso acusatorio, que viene después de la simple "imputación" (acusación sin pruebas), pero antes de la acusación formal en juicio:

## Características
El procesamiento es una decisión característica de la etapa de investigación preliminar del proceso penal, denominada técnicamente instrucción o instrucción o sumario. Una de las funciones esenciales de los jueces de investigación criminal es:
- identificar aquellas personas que podrían ser autoras del crimen investigado;
- reunir pruebas (semiplena prueba);
- "procesarlas" como presuntos autores del delito.

Una vez que el procesamiento queda firme, debido a que no quedan recursos que tramitar, la causa contra la persona procesada se envía a otro juez o tribunal, para que se inicie el juicio.
El "procesamiento" es el segundo escalón en una escalera acusatoria del procedimiento penal, que se inicia durante la investigación, con la simple sospecha sin pruebas y finaliza en la demostración acabada de la culpabilidad de una persona, luego de que se realice el juicio y se agoten las revisiones:
- Imputación (acusación formal sin pruebas, durante la etapa de investigación antes del juicio);
- Procesado (acusación formal con semiplena prueba, durante la etapa de investigación antes del juicio);
- Acusado en juicio (acusación formal con semiplena prueba, durante la etapa del juicio penal);
- Condenado no firme (sentencia condenatoria en juicio basada en plena prueba, juicio finalizado);
- Condenado firme (sentencia condenatoria en juicio basada en plena prueba sin recursos pendientes, luego del juicio).

El procesamiento no cancela la presunción de inocencia del acusado, cuestión que sólo se resuelve al finalizar el juicio y agotar los recursos. No obstante, el procesamiento requiere una fuerte convicción del juez o tribunal respecto a los cargos formulados que deben sostenerse en el sumario de forma coherente y precisa e implica la existencia de indicios racionales de criminalidad, situación definida como "semiplena prueba" de culpabilidad.
El acto de procesamiento suele requerir de formalidades en su contenido, como la identificación precisa del imputado con sus datos filiatorios, una descripción del hecho imputado, la calificación del hecho, una mención y valoración de los elementos probatorios colectados hasta ese momento, y el decisorio de procesar al imputado. En algunos ordenamientos se requiere definir la situación del procesado en cuanto a si continuará o no en libertad y sus condiciones en caso de concederse, en el ordenamiento nacional de Argentina esto se resuelve por separado.

## Según los países
No todos los países contemplan la posibilidad del procesamiento de las personas, como etapa preliminar anterior al juicio, durante la investigación. Entre los países que lo admiten se encuentran Argentina y España.
Entre los países que no contemplan el "procesamiento" se encuentra Chile, que dejó de utilizar este mecanismo al realizar la Reforma Procesal Penal (2001-2005), que abandonó el sistema inquisitivo anterior, estableciendo un mecanismo diferente fundado en la "formalización de la investigación", con estrictos plazos para finalizarla y elevar la causa a juicio.